# 喜饶嘉措

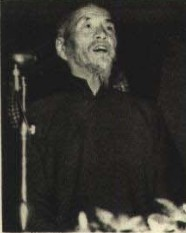
喜饶嘉措

喜饶嘉措（藏語：ཤེས་རབ་རྒྱ་མཚོ་།，威利转写：shes rab rgya mtsho，藏语拼音：Xêrab Gyaco，1884年—1968年11月1日），男，藏族，青海循化人，大格西，曾任中国佛教协会会长、中国佛学院院长、青海省人民政府副主席，青海省人民委员会副省长等。

## 生平

### 生于安多
1884年 (藏历第十五绕迥木猴年)，喜饶嘉措出生于青海循化（属藏区安多地区）一个藏族贫民家庭，约7岁时，在古雷寺，由诺尔布格西传授沙弥戒，正式剃度出家，起法名"喜饶嘉措"，意为智慧海。喜饶嘉措在古雷寺、支扎寺，跟随托美格西、江夏祖古等学习藏文语法、因明、律经等。期间喜饶嘉措父亲去世。14岁时，前往拉卜楞寺的闻思学院深造，喜饶嘉措先后师从特吾官却、贡唐罗哲仓、四世嘉木样等，完成了因明、般若等课程，成绩非常出色，经师贡唐罗哲仓为喜饶嘉措受具足戒。21岁的喜饶嘉措在经师的资助下，动身前往拉萨。

### 前往拉萨
1904年冬，喜饶嘉措到达拉萨，进入哲蚌寺郭莽扎仓，师从却智噶布格西、洛桑益西丹贝坚赞等大学者，潜心研习中观、俱舍、戒律等的各种论著，在辩经场上，才思敏捷的喜饶嘉措更是出了名。由于进步迅速，被郭莽扎仓堪布任命为扎仓的复诵师。
1916年，喜饶嘉措在拉萨三大寺的轮番辩经中，取得考取拉仁巴格西的资格。在随后的拉萨大祈愿法会上，32岁的喜饶嘉立宗应辩，获得第一名拉仁巴格西。而后喜饶嘉措进入哲蚌寺的上密院、下密院学习。
1918年起，应十三世达赖喇嘛之邀，喜饶嘉措在罗布林卡宫先用六年时间完成了29函《布敦全集》的校勘刻印工作，颇受好评。而后又用八年时间，主持校刻布达拉宫版的大藏经·甘珠尔。另外，喜饶嘉措还校刊了第司·桑杰嘉措的著作《声律学》。
在罗布林卡宫期间，喜饶嘉措撰有《阐明疑义定鉴》、《不朽金刚霹雳矢》、《功德本体论释》等十余种著作。另在三大寺巡回讲授五部大论，座下的出家弟子包括赤江任波且、廓莽扎仓堪布群培嘉波、格西强巴次成、更敦群培、贡巴萨·土登吉札、贡桑·洛桑坚赞等，在家人士包括索康·旺钦格勒、江洛金·索朗杰布、德格赛·索南旺堆、擦绒·达桑占堆、阿沛·阿旺晋美等。
1934年秋，黎丹组织的"西藏巡礼团"到达拉萨，而后黎丹、杨质夫跟随喜饶嘉措学习佛法。1934年末到1936年末，应黎丹的请求，喜饶嘉措着手为青海藏文研究社编纂的《藏汉大辞典》审核定稿。后由黎丹推荐，中华民国政府通过教育部、蒙藏委员会，聘请喜饶嘉措赴汉地，担任国立五大学的西藏文化讲座、汉藏文化讲师。

### 访问内地
1936年底，喜饶嘉措在黎丹、杨质夫、格西格桑嘉措、贡巴萨·土登吉札等的陪同下，取道印度，经香港、上海，1937年春到达南京，先后受到蒋介石、林森等国民党要员的接见。在中央大学、上海大菩提学会等处，喜饶嘉措作了许多文化报告，介绍宗喀巴大师、道次第、格鲁派历史等，期间由杨质夫担任翻译。在各高校的授课，受到好评。
1937年，喜饶嘉措加入国民党，并任国民参政会参政员。抗日战争全面爆发后，1939年喜饶嘉措前往甘肃、青海一带，积极宣传救国抗日，发表了《为宣传抗战告蒙藏同胞书》、《白螺的声音》，并举行息灾诵经法会，在许多公开场合，喜饶嘉措更是热烈地鼓励同胞抗战救国。1940年，因其"护国精诚，深堪嘉尚"，国民党册封喜饶嘉措为"辅教宣济禅师"，并授大小银印两枚。
1941年，西藏政局突变，三世达扎阿旺松绕（达扎，藏語：སྟག་བྲག་ནག་དབང་གསུང་རབ།）取代五世热振出任摄政，汉藏关系趋于恶化。1942年，喜饶嘉措出席了国民党第三届国民参政会。1943年，蒋介石委派喜饶嘉措前往拉萨，意在争取大寺院对国民政府的好感。但西藏各方商议后，决定只允许喜饶嘉措一人入藏。喜饶嘉措及五十位随从，只得止步于藏北边境那曲。1945年喜饶嘉措任国民代表大会代表。1947年7月23日，國民政府任命喜饒嘉錯、白雲梯為蒙藏委员会副委员长。:8388同年，甘肃夏河拉卜楞寺寺主第五世嘉木样圆寂，喜饶嘉措代表国民政府前去慰问。

### 中华人民共和国时期
中华人民共和国成立后，应青海军政季员会邀请，喜饶嘉措从海南兴海县赛宗寺返回西宁，开始与共产党合作。1949年12月，青海省人民政府成立，喜饶嘉措出任副主席，另外还先后兼任省文教文员会主任、西北军政委员会委员、西北民族事务委员会副主任等职。中华人民共和国外交部聲稱在解放軍入藏前，人民政府曾派出包含喜饶嘉措的和平使團前往西藏，希望西藏回歸祖國。其實並無此事，喜饶嘉措只是於1944年曾代表蔣介石前往西藏，希望改善中藏關係。
1950年10月5日，昌都战役爆发，藏军溃败，昌都总管阿沛·阿旺晋美被俘，通往拉萨的大门已经敞开。1951年5月23日，由阿沛率领的西藏代表团在北京，签署了《十七条协议》。这一年，喜饶嘉措进京，受到毛泽东、周恩来的接见，毛泽东还送他一部小汽车和几台收音机。1951年秋，喜饶嘉措亲自来到青海尖扎昂拉地区，作藏族千户项谦的安抚工作。1952年，西康白马地区发生骚乱，喜饶嘉措发表了《驳波地白马噶圣地记》、《驳假预言，扫除黑迷雾的智慧太阳之光》、《先行的书信——甘露珠》等文章，协助政府宣传政策。对于喜饶嘉措在民族团结方面的贡献，毛泽东、刘少奇等国家领导人多有赞誉。
1952年11月，喜饶嘉措与虚云、圆瑛、赵朴初等人发起成立中国佛教协会。1953年5月底，中国佛教协会成立会议在北京举行，圆瑛当选会长，喜饶嘉措任副会长。9月，圆瑛逝世，喜饶嘉措任中国佛教协会代会长。1954年，他当选第一届全国人大代表。9月，他出席第一届全国人大第一次会议讨论宪法草案，期间并发言。1955年，在中国佛协第二次理事会上，喜饶嘉措正式出任会长。1956年9月，中国佛学院成立，喜饶嘉措兼任院长，并为佛学院学生授课。1956年11月，喜饶嘉措率中国代表团出席在尼泊尔加德满都召开的第四届世界佛教联谊会，喜饶嘉措当选为世佛联副主席。
1956年到1958年，随着中共在青海、四川、甘肃、云南的藏区进行大规模“社会主义改造”，汉藏冲突逐渐升级，并且逐渐向拉萨蔓延。1959年3月，拉萨事件全面爆发，随后达赖喇嘛及数万藏人流亡印度。对此喜饶嘉措发表讲话，坚决地支持政府，反对“西藏独立”。
1960年，中华人民共和国国务院为表彰喜饶嘉措的功绩，特意将明朝的一口重达2000多公斤大铜钟，赠送给喜饶嘉措，并派专车运至青海循化古雷寺，青海省人民政府拨款11万元，专门修建了一座钟楼。1962年7月，喜饶嘉措返回古雷寺主持了钟楼落成典礼。
喜饶嘉措还积极从事藏文的翻译工作，校审了中国政协的《共同纲领》，指导翻译了中华人民共和国的1954年宪法，并参加了《毛泽东选集》的翻译和审订。 
1961年6月，以喜饶嘉措为首的佛牙护侍团，应邀护持佛牙前往斯里兰卡，受到斯里兰卡政府和民众的盛大欢迎。 1961年11月，第六届世界佛教联谊会在柬埔寨首都金边召开，喜饶嘉措再次率中国佛教代表团出席，和柬埔寨两派僧王等握手言欢。在世界佛教联谊会上，中国代表团提案，要求撤消上届大会做出的接纳“中国佛教会”为地区中心的决议，但遭到否决，中国佛教協會随即退场。1962年2月，中国佛教协会第三届全国代表会议在北京举行，喜饶嘉措继任会长。
喜饶嘉措虽然支持政府武力平叛，但对于政府的一些重大政策失误，常能够直言不讳地在公开会议上发表自己的看法，有的言辞可谓激烈，这在当时噤若寒蝉的政治气氛中，实属少见。在1962年4月21日至5月29日在北京召开的民族工作会议上，喜饶嘉措对中国共产党领导进行了尖锐的批判：“我今天要说句真心话，你们有些做法太失人心，蒋介石、马步芳没有做过的事，你们做了……你们老爱回避实质问题而搞数字游戏⋯⋯我也向您学习，用几个数字，讲讲你们这几年的毛病：一说假话，二不认错，三乱整人，四无佛心，不讲人道……”。对此进行翻译的人员一度不敢进行翻译工作。
1964年10月，在北京佛学院召开了批判喜饶嘉措的大会，喜饶嘉措被安上了种种罪名，诸如“里通外国”、“叛国集团骨干”、“串通叛乱”、“拟定反动纲领”等等，喜饶嘉措对此提出抗议，但批判逐步升级，而后喜饶嘉措被隔离审查。1964年底，年已八旬的喜饶嘉措被遣送回青海，在循化继续被批斗。在西宁还举办了“喜饶嘉措反党叛国集团罪行展览”，喜饶嘉措收藏的经卷、佛像、穿过的袈裟、用过的法器等，都被作为罪证而作展览。1966年，文革爆发，喜饶嘉措被揪斗并打断一条腿。1968年11月1日，喜饶嘉措在獄中被折磨致死。
1979年，喜饶嘉措被平反，10月6日，青海省政府在西宁举行了喜饶嘉措追悼大会。
1987年，在循化县道帏乡古雷寺修建了一座喜饶嘉措大师纪念馆。这座纪念堂是一个两层的阁楼式建筑，其正中央摆放着大师舍利灵塔。喜饶嘉措大师纪念馆目前被列为青海省的文物保护单位和爱国主义教育基地。

## 著作
喜饶嘉措在拉萨讲学的文稿，约有十五函，1936年带到南京，并存放在甘青宁会馆，但1937年被日军飞机炸毁。来内地后的著述，又在文革中被焚毁。故留存下来的喜饶嘉措著作比较少。
- 《喜饶大师文集》一、二、三集，1982年到1984年出版
- 《藏族文化概论》

### 引用
1. ↑  李新總主編，中國社會科學院近代史研究所中華民國史研究室編，韓信夫、姜克夫主編 (编). . 北京: 中華書局. 2011年7月.
2. ↑  . 中华人民共和国外交部.   [2018-05-24]. （原始内容存档于2018-05-25）.（英文）
3. 1 2  Anne-Marie Blondeau; Katia Buffetrille. . University of California Press. 2008年: 63  [2018-05-24]. ISBN 978-0-520-24464-1. （原始内容存档于2020-10-18）.
4. ↑  张希坡著. . 北京：中共党史出版社. 2009.08: 657. ISBN 978-7-5098-0341-7.
5. ↑  王力雄. . 1998.
6. ↑  徐冰. . 《观察》. 2006-4  [2012-06-27]. （原始内容存档于2009-06-15）.
7. ↑  . www.dswenhua.com.   [2024-03-20]. 原始内容存档于2024-03-20 （中文）.